# Phyllostachys nigra
Phyllostachys nigra (Чорний бамбук) — вид квіткових рослин родини тонконогові (Poaceae). Інші назви «вузький бамбук», «китайський бамбук», «подарований бамбук», «чорний листоколосник».

## Опис
Загальна висота цього виду бамбука коливається від 10 до 15 м, максимальна довжина становить 20 м. Молоді стебла завтовшки 4 см, прямі. Спочатку зелені, з часом вкриваються коричневими плямами зосередженими ближче до вузлів, особливо біля основи стебла. На другий рік плями забарвлюються в чорний колір. Листя дрібні, темно-зелені, дещо хвилясті, середнього розміру до 10 см завдовжки. Зростає вертикально.

## Спосіб життя
Віддає перевагу родючим, багатим, добре дренованим ґрунтам на захищених від вітру місцям при температурі 7—10 °C. Морозостійкість становить -18 °C. Росте дуже швидко, випускає досить густо і багато молодих пагонів.

## Розповсюдження
Батьківщиною є Китай. Широко культивується в Китаї, Японії, в південній Європі, Алжирі, від Сочі (Російська Федерація) до Батумі (грузія). Зростає також у Криму (Україна), практично в усіх штатах США.

## Використання
В давнину з нього виготовляли трубки для фейєрверку, виготовлялися бамбукові пластинки, на яких писали, чорний бамбуковий папір, флейти, пензлі. У XV ст. виготовляли ліки, що за своїми властивостями дорівнювали активованому вугіллю.
Застосовують як живі огорожі уздовж ділянок, начі високі живоплоти, стебла використовуються для декоративних виробів. У садовому дизайні частіше використовується в якості одиночної рослини, але можна використовувати в групових посадках, добре переносить стрижку. Чорний бамбук прекрасно розвивається у великих горщиках і часто використовується в озелененні внутрішніх двориків, терас і балконів. Являє промислову цінність для різних виробів. Також з нього роблять піломатеріали. Молоді пагони вживають в їжу.

## Підвиди
- Phyllostachys nigra var. nigra
- Phyllostachys nigra var. henonis
- Phyllostachys nigra var. boryana
- Phyllostachys nigra var. megurochiku
- Phyllostachys nigra var. mejiro